# 蓼科テディベア美術館
蓼科テディベア美術館（たてしなテディベアびじゅつかん）は、長野県北佐久郡立科町にある美術館。

## 概要
日本初のテディベアミュージアムとして開館。館内に世界のテディベア1万1,000体を収蔵している。
1995年に開業。世界各国のテディベア約7,000体が展示されている。
2010年2月24日に、運営会社である蓼科観光開発株式会社が破産手続き開始の決定を受けたことに伴って閉鎖された。
2011年7月30日に、新運営会社の株式会社パートナーエンターテイメントによりリニューアルオープンした。
2012年1月20日現在、テディベアの所蔵数は9,000体を超えている。現在ギネス認可を申請準備中。
全館バリアフリーで、授乳室や多目的トイレも完備、ベビーカーや車椅子の貸出もしている。
館内では写真・ビデオ撮影も可能。
春・夏・秋・冬、季節に応じたイベントを開催、無料駐車場60台分を完備。
また展示内に隠された「クマ」や「アイテム」などを探すイベント「さがせゲーム」も毎日開催中。
美術館に併設されたテディベアショップでは、Steiff（シュタイフ）やMERRYTHOUGHT（メリーソート）などの海外ブランドベアや国内テディベア作家のオリジナルアイテムから、クマ関連のぬいぐるみやステーショナリー、食器類やお誕生日ベアなどの商品を常時2000種類以上を取り揃えている。ショップのみの利用も出来る。その他割引情報等は公式ウェブサイトを参照。

## アクセス
公共交通機関
JR中央本線・茅野駅から路線バスで50分、西白樺湖下車、徒歩2分。
自家用自動車
中央自動車道・諏訪インターチェンジから35分。
上信越自動車道・佐久インターチェンジから50分。